# 1920 en France
Chronologie de la France
- 1916
- 1917
- 1918
- 1919
- 1920
- 1921
- 1922
- 1923
- 1924

Cette page concerne l'année 1920 du calendrier grégorien.

## Événements
- 7-20 janvier : archevêques et évêques de France protestent contre les danses nouvelles et la trop grande liberté des modes féminines[1].
- 10 janvier : le traité de Versailles est ratifié et promulgué au salon de l'Horloge du Quai d'Orsay à Paris en présence du Premier ministre britannique Lloyd George, du président du Conseil italien Nitti, de Clemenceau et de l'Allemand von Lesner et en l'absence de représentants des États-Unis[2]. L’Allemagne perd le huitième de son territoire et le dixième de sa population de 1914[3].
- 11 janvier : élections sénatoriales visant au renouvellement des deux tiers des sénateurs[4]. Le radical Léon Bourgeois est élu président du Sénat le 14 janvier par 147 voix contre 125 au sortant Antonin Dubost[5].
- 12 janvier : naufrage du paquebot Afrique au large des Sables-d'Olonne. 568 victimes[6].

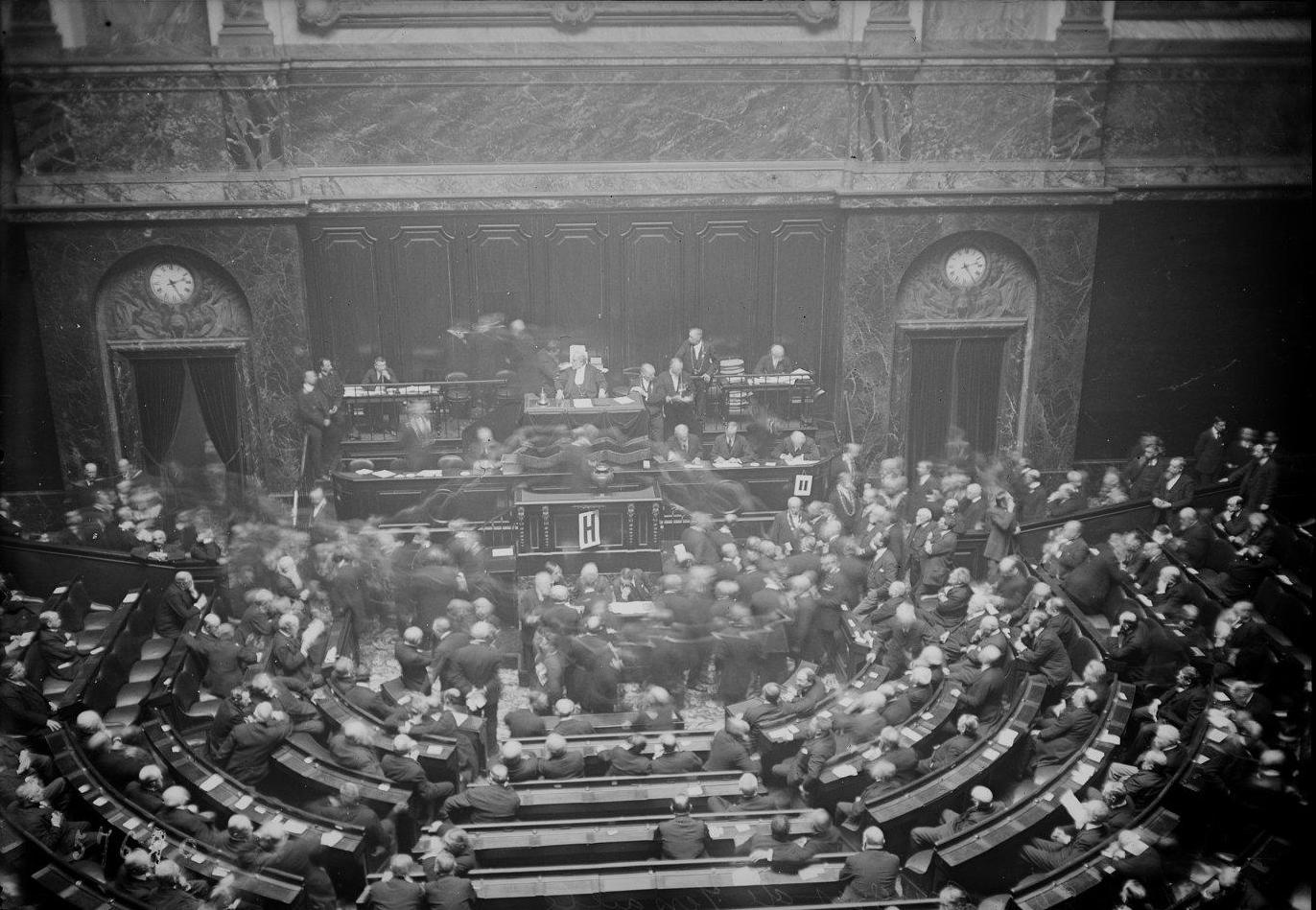
Salle du Congrès à Versailles : Élection présidentielle française de janvier 1920

- 17 janvier : Paul Deschanel est élu président de la République par 734 voix sur 888 votants, il succède à Raymond Poincaré[2].
- 18 janvier : démission de Georges Clemenceau du poste de président du Conseil après sa défaite devant Deschanel à la présidentielle ; il se retire de la politique[2].
- 20 janvier : Alexandre Millerand président du Conseil forme son premier gouvernement[7].
- 22 janvier : la Chambre vote la confiance au gouvernement par 272 voix contre 23 et 300 abstentions[5].
- 23 janvier : premier « Vendredi » de la revue Littérature, la première manifestation Dada à Paris[8].
- 24 janvier : constitution de la commission des réparations qui commence ses travaux à Paris[9]. Raymond Poincaré en devient président du 23 février au 18 mai 1920[10].
- 27 janvier : décret créant le conseil supérieur de la natalité au sein du ministère de l'Hygiène, de l'Assistance et de la Prévoyance sociale[11]. Il précise dans son rapport officiel publié en 1922 : « L'introduction ou le maintien dans notre territoire national métropolitain de travailleurs nord-africains, et de tous les autres travailleurs qui n'appartiennent pas à la race blanche ou qui ont une mentalité différente de la nôtre, apparaît préjudiciable à la fois à la santé physique et mentale de notre race[12]. »
- 5 février : le maréchal Foch est reçu à l'Académie française par Raymond Poincaré ; « C'était à vous de faire la guerre; ce n'était pas à vous de faire la paix. Vous avez cependant le droit de dire ce que, d'après vous, la paix devait être pour mieux empêcher le recommencement de la guerre. »[13]
- 5-6 février : débat sur la politique étrangère devant la Chambre des députés[14].
- 18 février-23 septembre : second gouvernement Millerand[15]. Avec l'élection de Paul Deschanel, Millerand démissionne, puis est appelé à former un second ministère quasi identique au précédent.
- 19 février : décret sur la création d'une commission centrale d'études chargée de suivre les variations du coût de la vie et de définir des mesures pour limiter l'inflation endémique que connait le pays depuis 1914[16].
- 25-29 février : 17e congrès national de la SFIO à Strasbourg[17].
- 25 février-21 mai : vagues de grèves des mineurs et des cheminots[18]. Alexandre Millerand décrète la réquisition des chemins de fer et fait appel à l'armée, aux élèves des grandes écoles et aux « citoyens de bonne volonté » pour remplacer les grévistes. 15 000 cheminots sont révoqués. La CGT demande la reprise du travail le 22 mai[12].

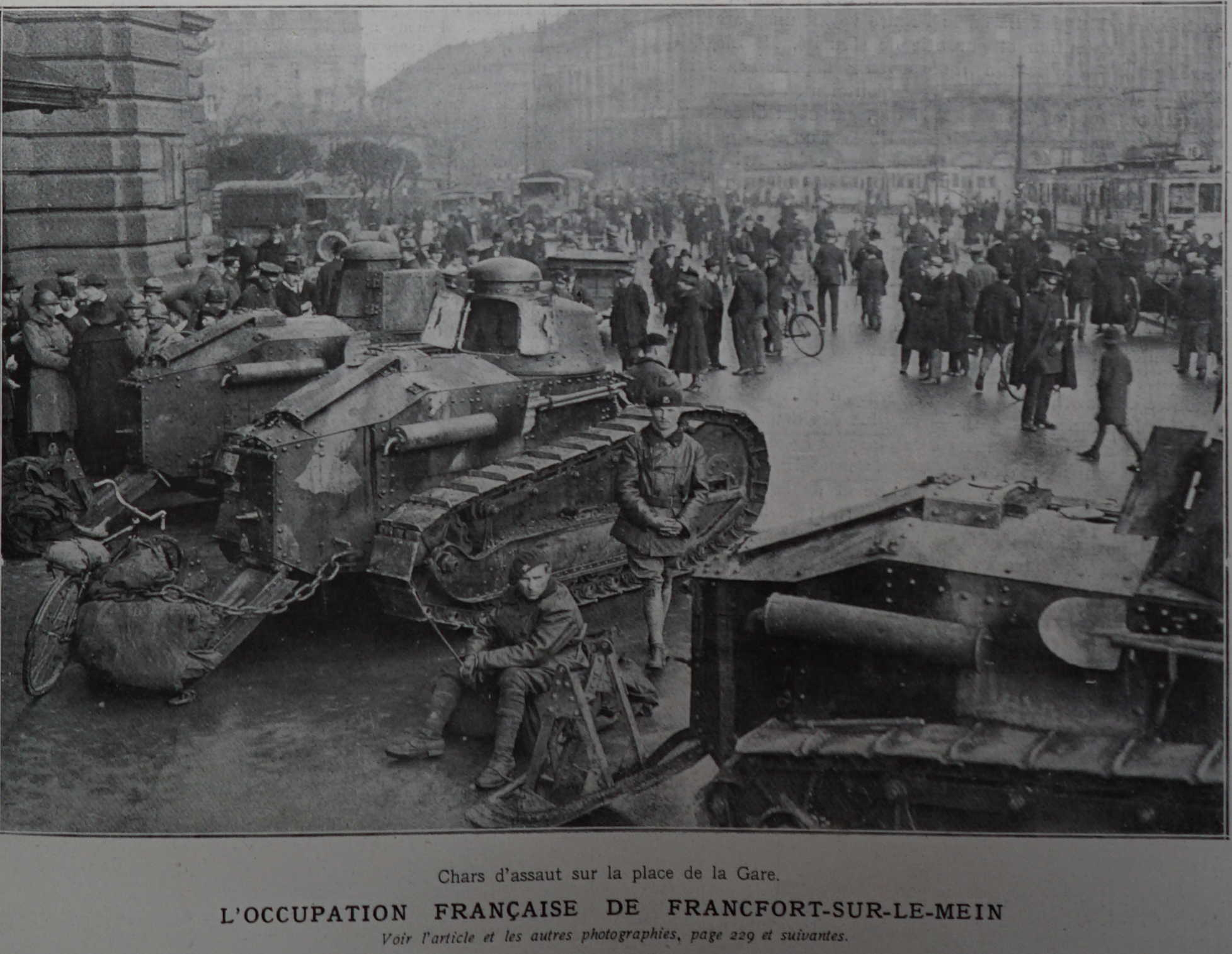
L'Illustration - émeutes du 6 mai 1920 à Francfort occupée.

- 2 avril : crise consécutive à l'entrée de troupes allemandes de la Reichswehr en zone démilitarisée pour réprimer le soulèvement de la Ruhr, en violation des dispositions du traité de Versailles ; le président de Conseil Millerand en demande le retrait immédiat au gouvernement allemand et comme celui-ci n’obtempère pas, il décide le 5 avril de faire occuper par les troupes françaises les villes de Francfort, Duisbourg, Darmstadt, Hanau et Hombourg[2].
- 19-26 avril : conférence de San Remo. La France obtient un mandat sur la Syrie et le Liban et renonce aux Capitulations en Palestine[19].
- 23 avril :  Joseph Caillaux est condamné par Sénat, constitué en Haute Cour de justice, à trois ans d'emprisonnement et à la privation de ses droits civiques pour « correspondance avec l'ennemi »[20]
- 30 avril : le déficit croissant du commerce extérieur oblige le gouvernent à faire voter une loi prorogeant le contingentement des importations de marchandises étrangères décidé en 1916[21]. Vive protestation des gouvernements alliés.
- mai : Dernière épidémie de peste à Paris, elle fait 34 morts.
- 1er-21 mai : à l’initiative de la CGT, la Fédération des cheminots tente en vain de déclencher une grève générale[18].
- 9 mai : Louise de Marillac, fondatrice des Filles de la Charité, est béatifiée par Benoît XV[22].
- 10 mai : Agnès Souret est élue « La plus belle femme de France »[23].

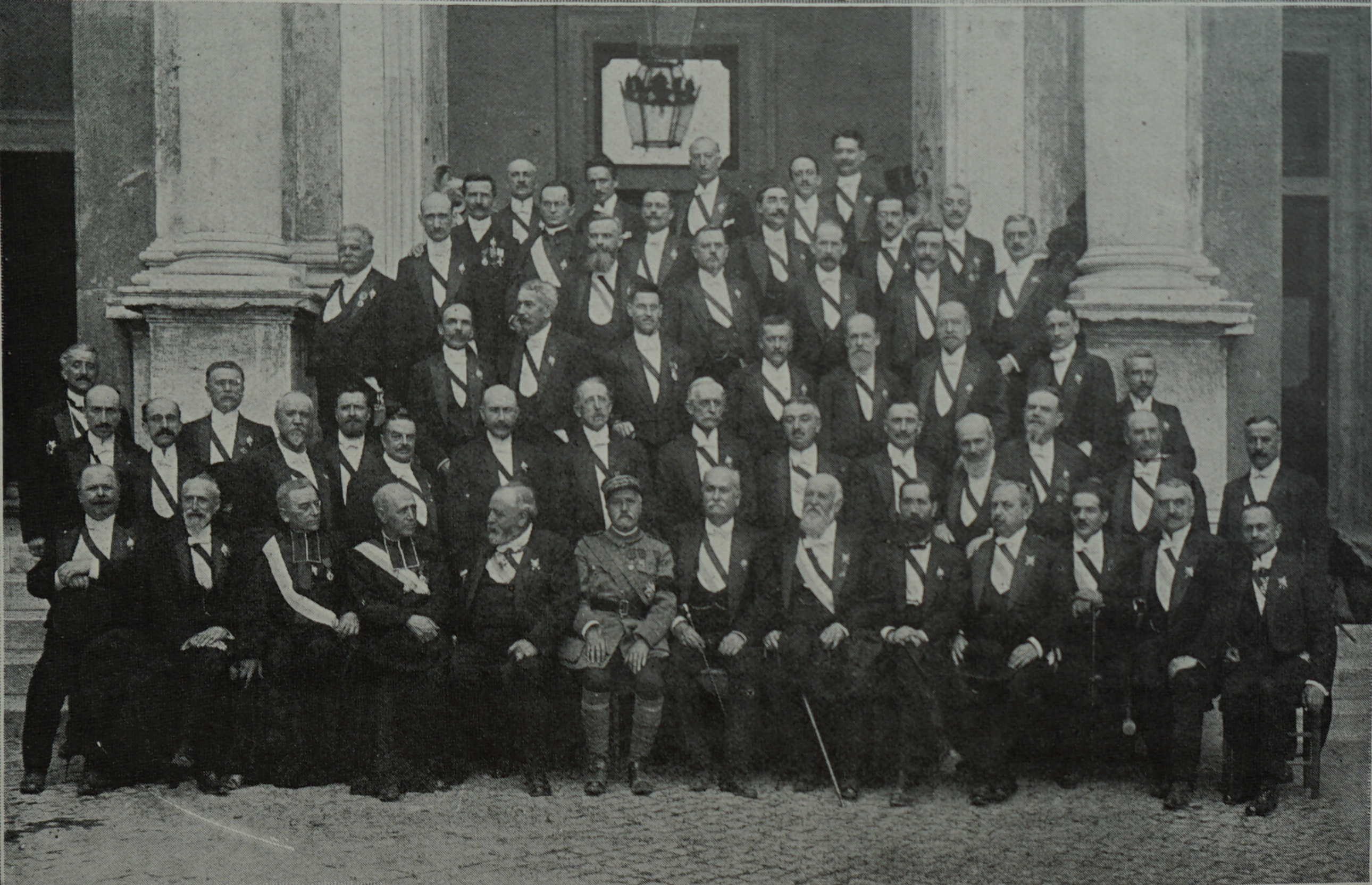
L'Illustration, mai 1920. Le général de Castelnau à la tête de la délégation française qui se déplace au Vatican pour la canonisation de Jeanne d'Arc.

- 16 mai : l’Église catholique canonise Jeanne d’Arc[24].
- 23 mai : Chute de train de Paul Deschanel
- 21-22 juin : conférence interalliée de Boulogne[25].
- 25 juin : nouvelles mesures gouvernementales visant à accroître les recettes de l’État. Hausse de l'impôt général sur le revenu, dont le taux marginal passe à 50 % (2% en 1914, 72 % en 1925[26]). Des majorations d'impôt sont prévues pour les contribuables célibataires sans enfant et par les contribuables mariés sans enfant au bout de deux ans de mariage[27]. Remplacement de la taxe sur les paiements (peu rentable) par une nouvelle taxe de 1,3 % établie cette fois sur le chiffre d'affaires des entreprises industrielles, commerciales et financières[28]. Ce nouvel impôt frappe en cascade chaque transaction commerciale.

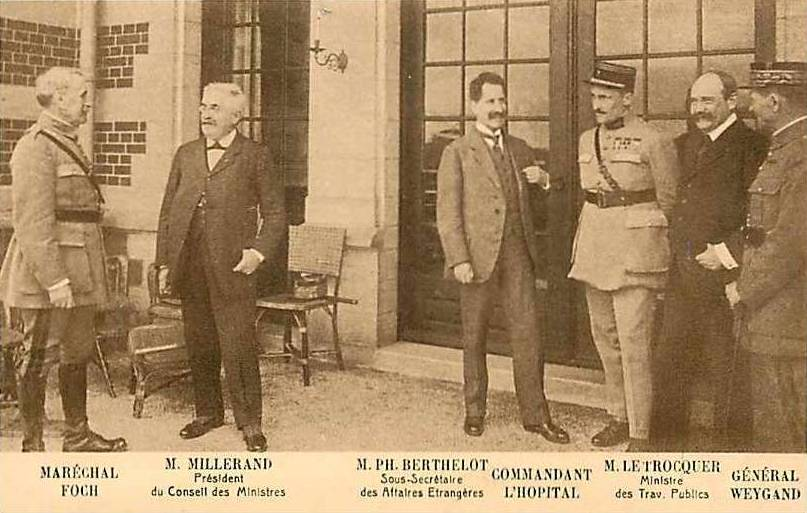
Les autorités françaises à la Villa du Neubois (Spa) en 1920. Maréchal Foch, Millerand président du conseil des ministres ; Mr Berthelot, Cdt L'Hopital ; Mr Le Trocquer ; Général Weygand.

- 5 - 16 juillet : conférence de Spa sur les réparations : 52 % à la France[29].
- 10 juillet : institution de la « Fête nationale de Jeanne d'Arc et du patriotisme » célébrée chaque année lors du deuxième dimanche du mois de mai[30].
- 31 juillet : le parlement adopte une loi déclarant l'illégalité de l'avortement et de la contraception et proscrit toute « propagande anti-conceptionnelle »[31].
- 12 août : le Premier ministre de Grèce Elefthérios Venizélos est légèrement blessé dans un attentat gare de Lyon à Paris après avoir signé le traité de Sèvres[32].
- 29 août : programme ministériel d’électrification des chemins de fer[33].
- 7 septembre : convention militaire franco-belge[34].
- 20 septembre : démission du président de la République Paul Deschanel pour troubles mentaux[35].

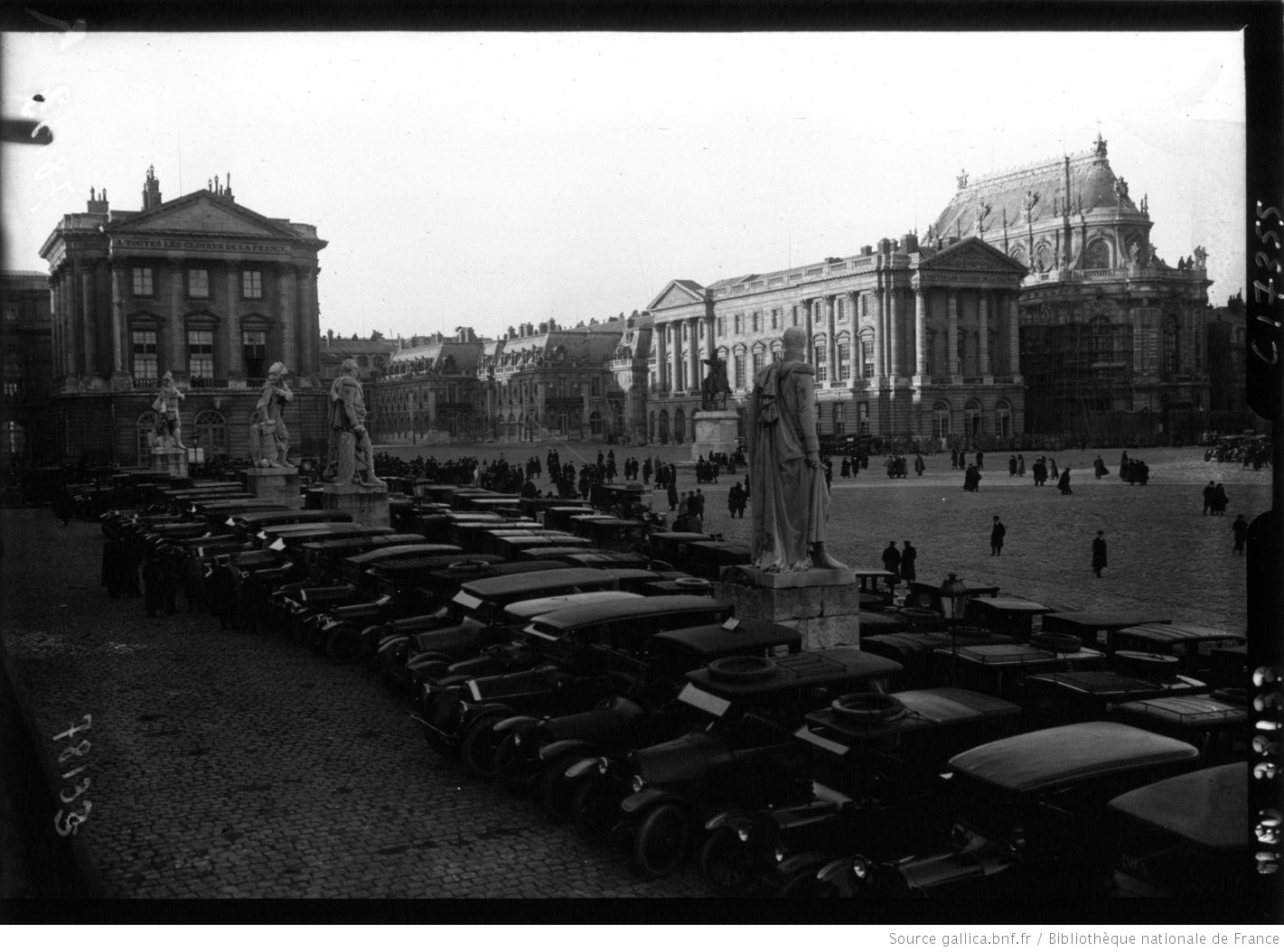
Versailles : élection présidentielle : les autos dans la cour du palais.

- 23 septembre : Alexandre Millerand est élu président de la République (fin en 1924)[35].
- 24 septembre : Georges Leygues président du Conseil[7].
- 9 octobre : accident ferroviaire de Houilles. Environ quarante morts et une centaine de blessés[36].
- 12 octobre : Georges Carpentier est champion du monde de boxe anglaise[35].
- 7 novembre : pose de la première pierre de la basilique du Sacré-Cœur de Marseille, dans le quartier du Prado, pour commémorer la peste de 1720 et servir de mémorial de la Première Guerre mondiale[37].
- 8 novembre : la Chambre des députés et le Sénat votent le transfert des restes d'un soldat inconnu à l'Arc de Triomphe[2].
- 11 novembre :
  - transfert du cœur de Léon Gambetta au Panthéon de Paris[35].
  - inhumation du Soldat inconnu sous l'Arc de triomphe de l'Étoile[2].
- 16 novembre : discours à la Chambre du député Édouard Herriot s'opposant au rétablissement de l'ambassade de France au Vatican[38]. Le 30 novembre, la Chambre vote le rétablissement de l'ambassade par 391 voix contre 179[39].

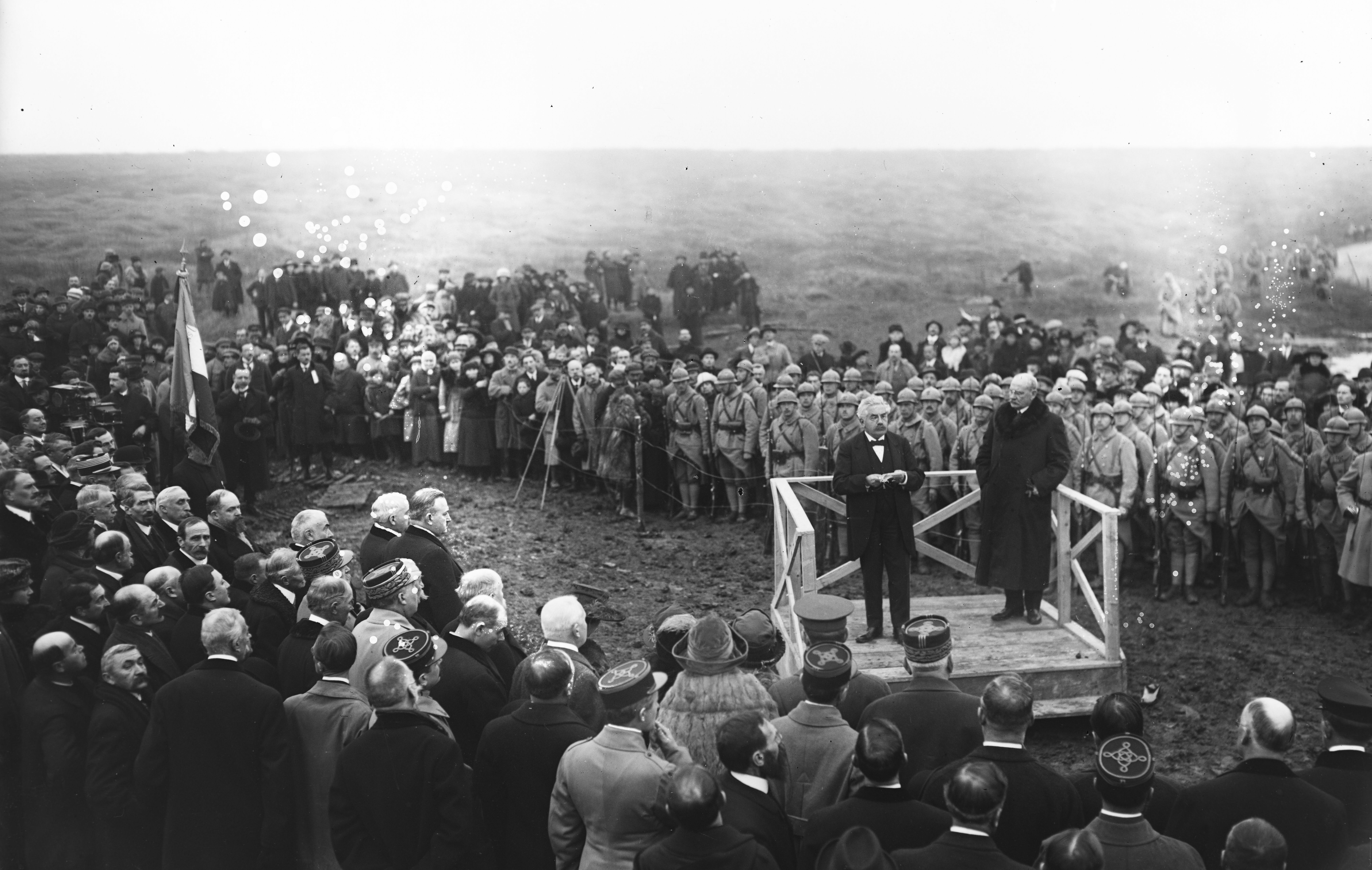
Alexandre Millerand prononçant un discours lors de l'inauguration de la tranchée des baïonnettes.

- 28 novembre : La Fédération Interalliée Des Anciens Combattants (FIDAC) a été créée à Paris en novembre 1920 à l'initiative des anciens combattants de la Première Guerre mondiale, à prédominance pacifiste[40].
- 8 décembre : le président Alexandre Millerand inaugure le monument de la tranchée des baïonnettes sur le champ de bataille de Verdun[41].
- 11 décembre : le prix Nobel de la paix est attribué au Français Léon Bourgeois, président du Conseil de la Société des Nations[42].

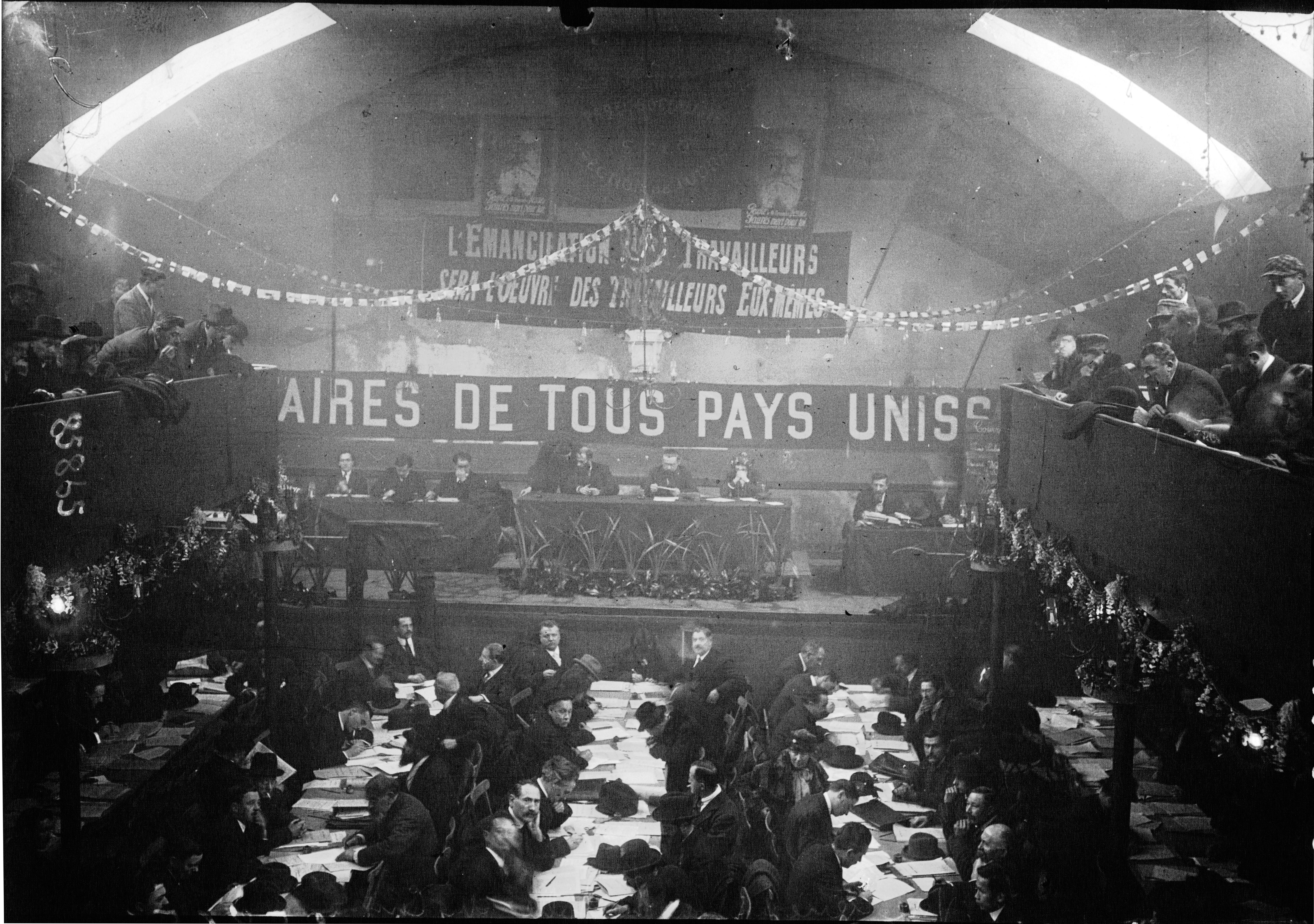
Vue générale de la salle au Congrès de Tours.

- 25 - 29 décembre : congrès de Tours ; scission entre la SFIC (futur Parti communiste français), qui adhère à l’Internationale communiste, et la vieille SFIO[35].

## Naissances en 1920
- 4 janvier : Robert Lamoureux, comédien français († 29 octobre 2011).
- 6 janvier : Ipoustéguy, sculpteur français († 2006).
- 10 janvier : Émile Danoën, écrivain français (7 mai 1999).
- 20 janvier : Robert Hersant, magnat français de la presse († 21 avril 1996).
- 27 février : Jacques Charon, acteur français († 15 octobre 1975).
- 29 février : Michèle Morgan, actrice française. († 20 décembre 2016).
- 8 mars : Michel Moine, journaliste, écrivain, occultiste français († 15 janvier 2001).
- 10 mars : Boris Vian, écrivain français († 23 juin 1959).
- 17 mars : Christian Garros : batteur de jazz français († 23 août 1988).
- 19 mars : Huguette Galmiche, mannequin française et maman de Johnny Hallyday († 29 août 2007).
- 20 mars :
  - Gilbert Carpentier, producteur de télévision français († 18 septembre 2000).
  - Andrée Chedid, écrivaine et poétesse française († 6 février 2011).
- 21 mars : Éric Rohmer, (Maurice Schérer), réalisateur français († 11 janvier 2010).
- 23 mars : Marcel Dubois, religieux dominicain français, philosophe et théologien. Professeur à l'université hébraïque de Jérusalem († 14 juin 2007).
- 25 avril : Jean Carmet, acteur français († 20 avril 1994).
- 15 mai : Michel Audiard, scénariste et réalisateur français († 1985).
- 16 mai : Martine Carol, actrice française. († 6 février 1967).
- 27 mai : Gabrielle Wittkop, écrivain français († 22 décembre 2002).
- 7 juin : Georges Marchais, homme politique (PCF), français († 1997).
- 27 juin : Charles-Amarin Brand, évêque catholique français, archevêque émérite de Strasbourg († 31 mars 2013).
- 20 juillet : Jean Carmet, acteur et scénariste français († 20 avril 1994).
- 28 juillet : Gilbert Trigano, entrepreneur de tourisme français († 2001).
- 2 août :
  - Robert de Boissonneaux de Chevigny, évêque catholique français, spiritain et évêque émérite de Nouakchott (Mauritanie) († 11 juin 2011).
  - Georgette Piccon, artiste peintre figurative française, héritière du fauvisme († 2004).
- 8 août : André Bourguignon, psychiatre français († 9 avril 1996).
- 20 août : François de La Grange, journaliste français († 3 mars 1976).
- 11 septembre : Jean Blanc, homme politique français, sénateur de Savoie († 29 septembre 2004).
- 2 octobre : Melito Maurice Miot dit, peintre français, († 14 mai 1994).
- 8 octobre : Raymond Reynaud, peintre, sculpteur et plasticien français, († 10 juillet 2007).
- 15 octobre : Achod Malakian, cinéaste français connu sous le nom d'Henri Verneuil († 2002).
- 24 octobre : Robert Coffy, cardinal français, archevêque de Marseille († 15 juillet 1995).
- 25 octobre : Geneviève de Gaulle-Anthonioz, militante caritative française († 2002).
- 31 décembre : Jean Chabbert, évêque catholique français, archevêque émérite de Perpignan. († 20 septembre 2016).

## Décès en 1920
- 2 janvier : Paul Adam, écrivain français (° 6 décembre 1862).
- 17 janvier : Edmond Louyot, peintre français (° 15 novembre 1861).
- 15 juin : Gaston Carraud, compositeur français (° 20 juillet 1864).
- 11 juillet : Eugénie de Montijo, impératrice des français, épouse de Napoléon III.
- 29 août : Léon Adolphe Amette, cardinal français, archevêque de Paris (° 6 septembre 1850).
- 1er septembre :  Suzanne Grandais, actrice française (° 14 juin 1893).
- 6 septembre : Paul-Jean Toulet, écrivain français (° 5 juin 1867).
- 13 novembre : Luc-Olivier Merson, peintre français (° 21 mai 1846).